# نامای
نامای (روسی: Намай) یک کوه در استان ایرکوتسک کشور روسیه است.